# Duraykish
Duraykish (arabe : دريكيش, aussi écrit Dreikiche) est une ville en Syrie, dans le gouvernorat de Tartous. La ville est à environ 32 kilomètres à l'est de Tartus. La ville est connue pour ses sources d'eau minérale au sud de la ville. Ces habitants sont majoritairement des alaouites.